# جون باري (كاتب)
جون باري (بالإنجليزية: John Barry)‏ (و. 1933 – 2011 م) هو ملحن، وموسيقي، وكاتب أغاني، ومؤلفو موسيقى تصويرية، من المملكة المتحدة، ولد في يورك، توفي في أويستر باي، عن عمر يناهز 78 عاماً، بسبب نوبة قلبية.

## أعمال بارزة
من أهم أعماله:
- Goldfinger
- Diamonds Are Forever
- Out of Africa
- Dances with Wolves

## جوائز وترشيحات
حصل على جوائز منها:
- جائزة زمالة الأكاديمية البريطانية لفنون السينما والتلفزيون (2005)
- Grammy Award for Best Score Soundtrack for Visual Media [الإنجليزية]‏، عن عمل: Dances with Wolves (soundtrack) [الإنجليزية]‏ (1991)
- جائزة غرامي لأفضل تأليف موسيقي آلي [الإنجليزية]‏، عن عمل: الخروج من إفريقيا (1986)
- جائزة غولدن غلوب لأفضل موسيقى تصويرية، عن عمل: الخروج من إفريقيا (1985)
- جائزة جرامي لأفضل ألبوم كبير لفرقة الجاز [الإنجليزية]‏ (1985)
- جائزة التوتة الذهبية لأسوأ قطعة موسيقية [الإنجليزية]‏، عن عمل: The Legend of the Lone Ranger [الإنجليزية]‏ (1981)
- جائزة غرامي لأفضل تأليف موسيقي آلي [الإنجليزية]‏ (1969)
- جائزة البافتا لأفضل موسيقي أفلام، عن عمل: الأسد في الشتاء (1969)
- جائزة الأوسكار لأفضل موسيقى تصويرية، عن عمل: ولودوا أحرارًا (1967)
- جائزة الأوسكار لأفضل أغنية أصلية، عن عمل: Born Free (Matt Monro song) [الإنجليزية]‏ (1966)
- نيشان الامبراطورية البريطانية من رتبة ضابط
- جائزة الأوسكار لأفضل موسيقى تصويرية، عن عمل: الخروج من إفريقيا
- جائزة الأوسكار لأفضل موسيقى تصويرية، عن عمل: الرقص مع الذئاب
- جائزة الأوسكار لأفضل قطعة موسيقية في فيلم غير موسيقي، عن عمل: الأسد في الشتاء.

ترشح لـ:
- جائزة الأوسكار لأفضل موسيقى تصويرية دراماتيكية أصلية، عن عمل: ماري، ملكة الاسكتلنديين
- جائزة الأوسكار لأفضل موسيقى تصويرية، عن عمل: تشابلن
- جائزة الأوسكار لأفضل موسيقى تصويرية، عن عمل: ولودوا أحرارًا
- جائزة الأوسكار لأفضل موسيقى تصويرية، عن عمل: الرقص مع الذئاب
- جائزة الأوسكار لأفضل موسيقى تصويرية، عن عمل: الخروج من إفريقيا
- جائزة الأوسكار لأفضل قطعة موسيقية في فيلم غير موسيقي، عن عمل: الأسد في الشتاء.

## وصلات خارجية
- جون باري على موقع IMDb (الإنجليزية)
- جون باري على موقع الموسوعة البريطانية (الإنجليزية)
- جون باري على موقع ألو سيني (الفرنسية)
- جون باري على موقع ميوزك برينز (الإنجليزية)
- جون باري على موقع تيرنر كلاسيك موفيز (الإنجليزية)
- جون باري على موقع أول موفي (الإنجليزية)
- جون باري على موقع قاعدة بيانات برودواي على الإنترنت (الإنجليزية)
- جون باري على موقع قاعدة بيانات الأفلام السويدية (السويدية)
- جون باري على موقع إن إن دي بي (الإنجليزية)
- جون باري على موقع أول ميوزيك (الإنجليزية)